# Distretto di Morrumbala
Il distretto di Morrumbala è un distretto del Mozambico, facente parte della Provincia di Zambezia.